# Saraina deltshevi
Saraina deltshevi är en spindelart som beskrevs av Galina N. Azarkina 2009. Saraina deltshevi ingår i släktet Saraina och familjen hoppspindlar. Inga underarter finns listade i Catalogue of Life.